# Jack Cartwright
Jack Cartwright, född 22 september 1998, är en australisk simmare.

## Karriär
Jack Cartwright har vid VM på långbana tagit tre guld och 2 silver. Samtliga medaljer har kommit på lagkapp. Vid OS 2024 ingick han i det australiska laget som tog silver på 4 x 100 meter frisim.